# Władysław Pomaski
Władysław Pomaski (ur. 5 kwietnia 1895 w Pomaskach Wielkich pow. makowski, zm. 7 marca 1981  w Londynie) – major pilot balonowy, zdobywca Pucharu Gordona Bennetta.

## Życiorys
Po ukończeniu Warszawskiej Szkoły Przemysłowo-Technicznej zaczął pracować jako nauczyciel w Sieluniu. W 1916 został członkiem Polskiej Organizacji Wojskowej. W 1920 walczył w wojnie polsko-bolszewickiej w składzie 32 Ciechanowskiego Pułku Piechoty nad Ługiem i Stochodem, pod Maniewiczami, Powórskiem i Rafałówką. Był bowiem szefem w 6. kompanii ppor. Feliksa Felda.
Absolwent Szkoły Podchorążych Piechoty w Warszawie z 3 lokatą, Centralnej Szkoły Aerostatycznej w Toruniu z 2 lokatą, Centralnej Szkoły Karabinów i Broni Specjalnych w Chełmnie oraz oficerskiego kursu doszkalającego w Obozie Szkolnym Wojsk Samochodowych w Warszawie. Najpierw pełnił służbę w 13 pułku piechoty w Pułtusku, a następnie w Centralnym Zakładzie Balonowym w Legionowie. Od 1929 był kierownikiem Ekspozytury nr VIII przy Wojskowej Wytwórni Balonowej w Legionowie i jednocześnie szefem całego Nadzoru Technicznego Balonowego. W 1932 roku pełnił służbę w Wojskowym Zakładzie Zaopatrzenia Aeronautyki w Warszawie. W latach 1936–1937 był komendantem parku w 1 batalionie balonowym w Toruniu, a następnie kierownikiem administracji materiałowej w 2 batalionie balonowym w Legionowie.
24 sierpnia 1939 w czasie mobilizacji kpt. Władysław Pomaski objął funkcję przewodniczącego komisji odbioru sprzętu motorowego: samochodów i motocykli dla formowanych kompanii balonowych. Gotowość osiągnięto zgodnie z planem. Miejsce kancelarii i gromadzenia sprzętu wyznaczył przy ul. Balonowej w Legionowie. Po ogłoszeniu mobilizacji powszechnej kpt. Pomaski został komendantem parku Bazy Balonowej nr 1 mobilizowanej przez 2 batalion balonowy.
6 września wieczorem otrzymano pierwsze zarządzenie przygotowania do ewakuacji. Nazajutrz podstawiono wagony do ewakuacji sprzętu parku balonowego i ludzi. W dniu tym sprzęt parku, magazyny, zapas benzyny i maszyny załadowano do dwóch zestawów pociągów towarowych. Transport samochodowy miał odejść pod dowództwem kpt. Pomaskiego. 18 września w południe, kiedy czołgi radzieckie po zajęciu wsi Serafińce zbliżały się w stronę granicy, kpt. Pomaski przekroczył granicę rumuńską.
Później przez Czerniowce, Bukareszt, Belgrad, Saloniki, Ateny i Morze Śródziemne przedostał się do Marsylii we Francji. W styczniu 1940 obozie Carpiani wstąpił do organizującego się Wojska Polskiego. Najpierw dowodził 6 kompanią administracyjną w Lyonie. 22 marca został skierowany do fabryki samolotów w Clermont Ferrand, gdzie odbył staż. Po klęsce Francji przedostał się do Wielkiej Brytanii, gdzie do 12 września pozostawał w Blackpool bez przydziału. Od października 1940 dowodził II Dywizjonem Ośrodka Wyszkolenia Naziemnego Balonów, po czym został przeniesiony do komendy tego ośrodka. W lutym 1941 został adiutantem 317 Wileńskiego dywizjonu myśliwskiego. W lipcu 1941 został przeniesiony do 25 Szkoły Pilotażu Początkowego w Hucknall. W styczniu 1943 objął funkcję adiutanta w 6 Jednostce Wyszkolenia Operacyjnego w Tornaby. Na krótko znalazł się w 305 dywizjonie bombowym Ziemi Śląskiej im. Ks. Józefa Poniatowskiego, po czym został przeniesiony do 72 Samochodowego Parku Naprawczego w Chichester. Od 17 lipca 1944 był kierownikiem kancelarii w Biurze Historycznym Lotnictwa w Blackpool, po czym został skierowany do Dowództwa Lotnictwa w Londynie. Po rozformowaniu Polskich Sił Powietrznych 31 października 1946 znalazł się z wieloma baloniarzami w Polskim Lotniczym Korpusie Przysposobienia i Rozmieszczenia.
Po wojnie pozostał w Wielkiej Brytanii. Zmarł 7 marca 1981 w Londynie. Pochowany został na cmentarzu parafialnym w Szwelicach.
Był żonaty z Czesławą z Czaplickich, miał troje dzieci: syna Jana (zmarł wkrótce po porodzie), córkę Janinę Anielę Zofię i syna Kazimierza Ładysława.
W uznaniu zasług, 19 listopada 2009 nadano imię mjr. Władysława Pomaskiego hali sportowej przy Zespole Szkół nr 2 w Makowie Mazowieckim.

## Zawody balonowe
Pierwszy wzlot Władysław Pomaski wykonał w Toruniu 16 sierpnia 1922 na balonie typu Caquot R i do 16 października tegoż roku odbył ich 7. Jesienią 1923 wykonał z kpt. Marianem Farjaszewskim pierwszy lot balonem wolnym. Start nastąpił z Poznania z placyku obok gazowni nad Wartą obok mostu. Lot trwał 6 godzin, w tym cztery nad chmurami.
Pięciokrotnie startował w Krajowych Zawodach Balonów Wolnych o Puchar im. płk. Aleksandra Wańkowicza (1926, 1930, 1931, 1933, 1939), zdobywając jako jedyny trzykrotnie najwyższe trofeum. Wygrywał w latach 1930 i 1931 w Warszawie oraz w 1939 w Mościcach.
Czterokrotnie reprezentował Polskę w Międzynarodowych Zawodach Balonów Wolnych o Puchar im. Gordona Bennetta (1932, 1934, 1935, 1936). Największym sukcesem Władysława Pomaskiego było zajęcie pierwszego miejsca wraz z Franciszkiem Hynkiem w XXII zawodach w 1934 w Warszawie. W 1939 miał wziąć po raz piąty udział w tych zawodach rozgrywanych tym razem we Lwowie. Niestety, z powodu wybuchu wojny zawody te nie doszły do skutku.

## Ordery i odznaczenia
- Krzyż Niepodległości (16 marca 1937)[2]
- Medal Lotniczy (czterokrotnie)
- Złoty Krzyż Zasługi (11 listopada 1934)[3]
- Srebrny Krzyż Zasługi (19 marca 1931)[4]
- Medal Pamiątkowy za Wojnę 1918–1921
- Medal Dziesięciolecia Odzyskanej Niepodległości
- Złota Odznaka Honorowa Ligi Obrony Powietrznej i Przeciwgazowej I stopnia
- Odznaka pamiątkowa Polskiej Organizacji Wojskowej
- Odznaka Pamiątkowa Więźniów Ideowych
- Odznaka Obserwatora Balonowego

- Medal Obrony (Defence Medal) (Wielka Brytania)
- Medal Wojny 1939–1945 (Wielka Brytania)
- Croix du Combattant Volontaire de la Guerre de 1939–1945 (Francja)
- Médaille Commémorative de la Guerre 1939–1945 (Francja)

## Awanse
- podporucznik – 21 czerwca 1921 ze starszeństwem z dniem 1 maja 1921
- porucznik – 5 kwietnia 1923 ze starszeństwem z dniem 1 maja 1922
- kapitan – 19 marca 1936 ze starszeństwem z dnia 1 stycznia 1936
- major – 11 listopada 1964 ze starszeństwem z dniem 1 stycznia 1964